# Culey-le-Patry
Culey-le-Patry é uma comuna francesa na região administrativa da Normandia, no departamento Calvados. Estende-se por uma área de 7,89 km². Em 2010 a comuna tinha 367 habitantes (densidade: 46,5 hab./km²).